# 勞珀斯維爾
勞珀斯維爾是瑞士的城鎮，位於該國中西部，由伯恩州負責管轄，面積21.21平方公里，五成半土地是農業用地，海拔高度646米，2011年人口2,674，人口密度每平方公里126人。